# Hydroida
Os hidróideos (Hydroida) são uma ordem de cnidários hidrozoários, incluindo as hidras, hidromedusas, e muitos organismos marinhos afins, muitos dos quais crescem em grandes e elegantes colônias de pólipos.
No hidróideos predominar somente a fase de pólipo e as colônias costumam ser polimórficas e dióicas;  todos os zoóides de uma colônia provém, por reprodução assexuada, de um só progenitor zoóide. Em muitos casos, as medusa não chegam a separar-se da colônia ficando reduzidas a esporosacos ou gonóforos.
Exemplos de animais da ordem Hydroida são:
- Craspedacusta sowerbyi, medusa de água doce
- Hidra, pólipos de água doce
- Sertularia argentea, animal criado como ornamental em aquário.
- Obelia
- Aequorea victoria, una medusa bioluminescente